# Daphne
- Commons
- Wikispecies

Dafne (Daphne L.) é o gênero de aproximadamente 50 a 95 espécies de plantas arbustivas caducifólias e perenifólias da família Thymelaeaceae, nativa da Ásia, Europa, e norte da África. Elas são notadas por suas flores perfumadas e frutos venenosos.
O nome da planta é uma referência a Dafne, uma ninfa da mitologia grega.

## Espécies
| - Daphne acutiloba - Daphne alpina - Daphne altaica - Daphne angustiloba - Daphne arbuscula - Daphne arisanensis - Daphne aurantiaca - Daphne axillaris - Daphne bholua - Daphne blagayana - Daphne brevituba - Daphne caucasica - Daphne championii - Daphne cneorum - Daphne depauperata - Daphne emeiensis - Daphne erosiloba - Daphne esquirolii - Daphne feddei - Daphne gemmata - Daphne genkwa - Daphne giraldii - Daphne glomerata | - Daphne gnidioides - Daphne gnidium - Daphne gracilis - Daphne grueningiana - Daphne holosericea - Daphne jasminea - Daphne jezoensis - Daphne jinyuensis - Daphne kamtschatica - Daphne kiusiana - Daphne kosaninii - Daphne laciniata - Daphne laureola - Daphne leishanensis - Daphne limprichtii - Daphne longilobata - Daphne longituba - Daphne macrantha - Daphne malyana - Daphne mezereum - Daphne modesta - Daphne mucronata - Daphne myrtilloides | - Daphne odora - Daphne oleoides - Daphne papyracea - Daphne pedunculata - Daphne penicillata - Daphne petraea - Daphne pontica - Daphne pseudomezereum - Daphne purpurascens - Daphne retusa - Daphne rhynchocarpa - Daphne rodriguezii - Daphne rosmarinifolia - Daphne sericea - Daphne sophia - Daphne striata - Daphne sureil - Daphne tangutica - Daphne tenuiflora - Daphne tripartita - Daphne xichouensis - Daphne yunnanensis |

- «Lista completa»

## Classificação do gênero
| Sistema | Classificação                     | Referência               |
| ------- | --------------------------------- | ------------------------ |
| Linné   | Classe Octandria, ordem Monogynia | Species plantarum (1753) |

## Galeria

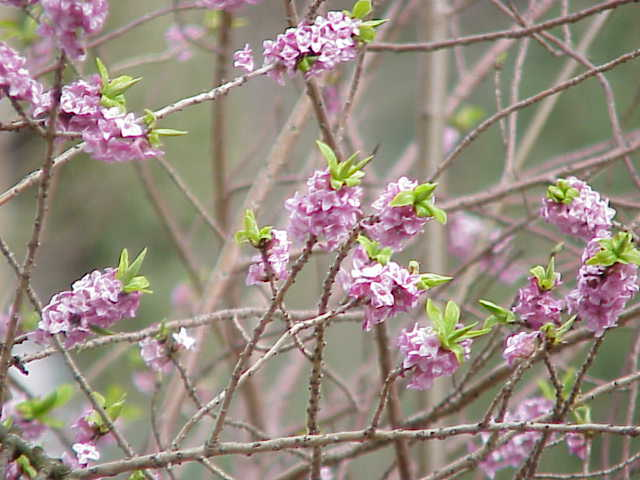
Flor da Daphne mezereum
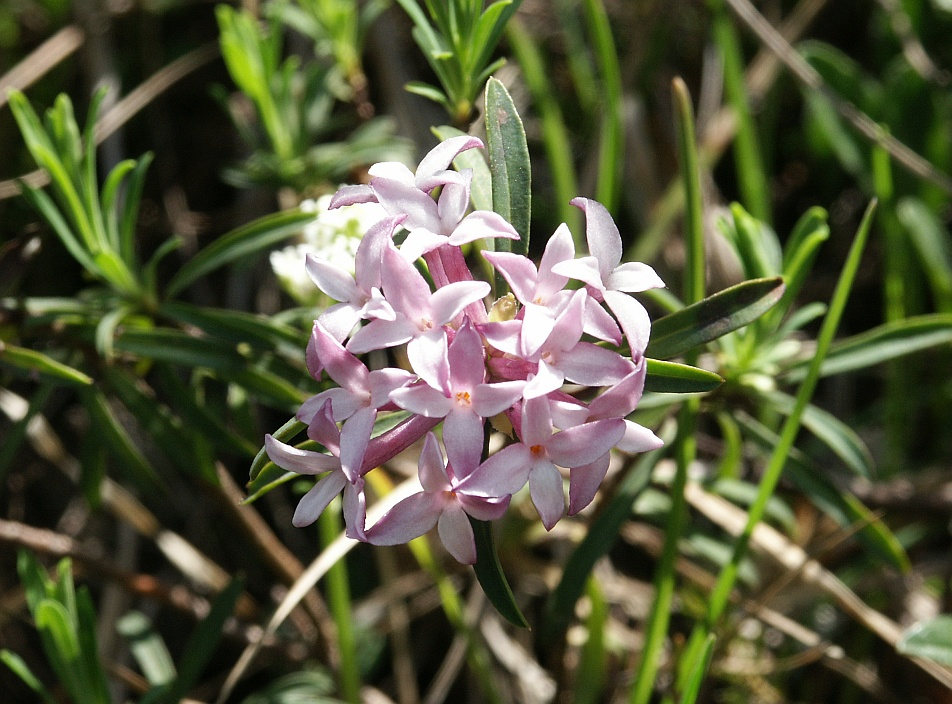
Flor da Daphne striata
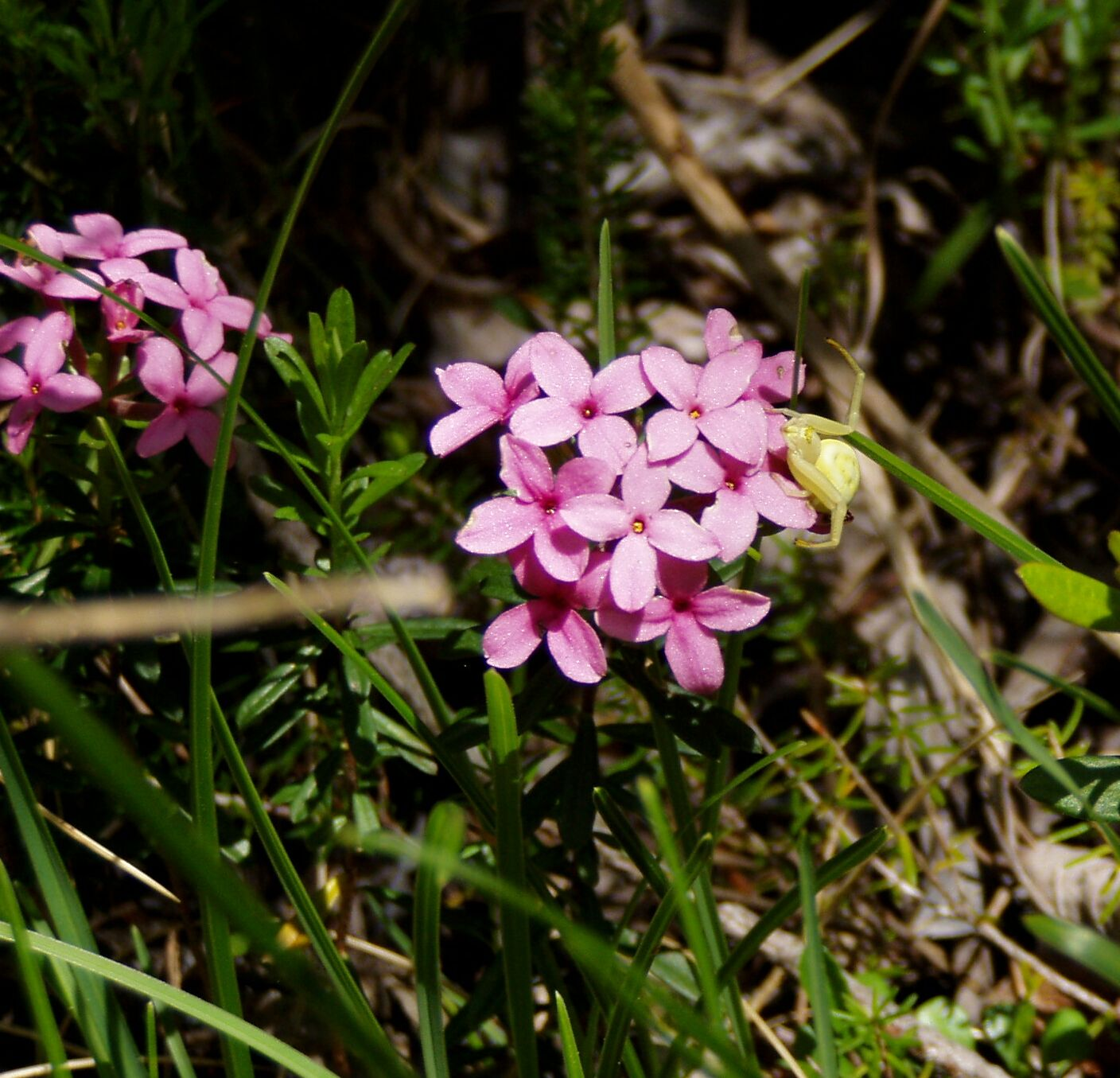
Flor da Daphne cneorum
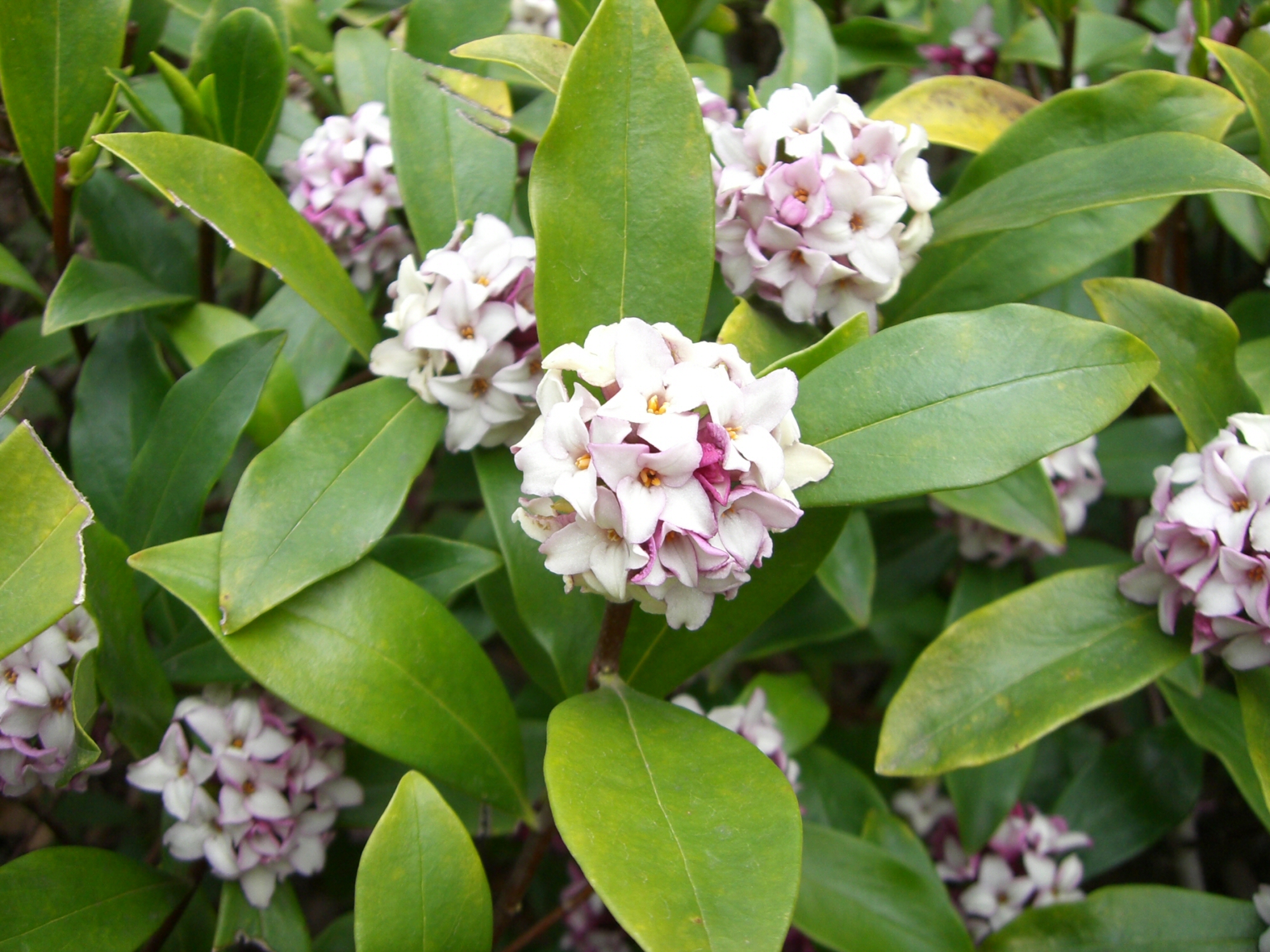
Flor da Daphne odora